# Stereo Mike
Stereo Mike (de son vrai nom Michális Éxarchos ; en grec : Μιχάλης Έξαρχος), est un rappeur grec né en 1978 au Pirée.
Accompagné de Loúkas Yórkas, il s'est classé à la 7e place du Concours Eurovision de la chanson 2011 auquel il représentait la Grèce avec la chanson Watch my dance.

## Albums
- 2004 : Satirical Nomads
- 2007 : XLI3H

## Singles
Satirical Nomads
- 2004 : O Allos Babis
- 2004 : I Polis

2005 Mad Video Music Awards
- 2005 : Pump It/Misirlou, feat. Eléni Tsaligopoúlou Shaya & Lagnis NTP.

XLI3H
- 2007 : Fevgo, feat Kháris Alexíou
- 2007 : Des Kathara (Face à la mer), feat Andriana Babali
- 2008 : Anagnorisi
- 2008 : Alli Mia Nihta, feat. Shaya
- 2009 : Peraia Mou

2008 Mad Video Music Awards
- 2008 : S'opoion Aresei (Dansonra), feat. Tamta
- 2008 : Piase Me, feat Eleni Tsaligopoulou
- 2009 : Peraia Mou